# Cercosaura phelpsorum
Espèce
Synonymes
- Euspondylus phelpsi Lancini, 1968
- Euspondylus goeleti Myers & Donnelly, 1996

Cercosaura phelpsorum est une espèce de sauriens de la famille des Gymnophthalmidae.

## Répartition
Cette espèce est endémique de l'État de Bolívar en Venezuela.

## Étymologie
Cette espèce est nommée en l'honneur de la famille Phelps.

## Publication originale
- Lancini, 1968 : El genero Euspondylus (Sauria: Teiidae) en Venezuela. Publicaciones Ocasionales del Museo de Ciencias Naturales, vol. 12, p. 1-8.